# Шерпский язык
Шерпский язык, также шерпа или кангпо, — язык шерпов, один из сино-тибетских языков, распространен в Непале (ок. 130 тыс. носителей), а также в индийском штате Сикким.
Основной порядок слов — SOV. Используется письмо деванагари. Является тональным языком. Обладает четырьмя тонами: высокий /v́/, нисходящий /v̂/, низкий /v̀/, восходящий /v̌/, низкий тон может никак не отображаться, как, например, в Graves 2007.